# جنسن اکلس
جنسن راس اکلس (به انگلیسی: Jensen Ross Ackles) متولد ۱ مارس ۱۹۷۸م: بازیگر، تهیه‌کننده، کارگردان و خواننده آمریکایی است. او بیشتر برای ایفای نقش دین وینچستر در مجموعه تلویزیونی فانتزی ترسناک سی‌دابلیو، سوپرنچرال شناخته‌می‌شود که منجر به شناخت جهانی او شد. از دیگر نقش‌های تلویزیونی وی می‌توان به اریک برادی در مجموعه تلویزیونی روزهای زندگی ما که برای هنرنمایی خود چندین بار نامزد دریافت جایزه امی شد، الک در مجموعه علمی-تخیلی فرشته تاریکی و جیسون تیگ در مجموعه ابرقهرمانی اسمالویل اشاره کرد. اکلس در سال ۲۰۰۹ نقش اصلی فیلم ولنتاین خونین من را ایفا کرد که در گیشه بسیار موفق عمل کرد. او همچنین به عنوان صداپیشه در فیلم‌های پویانمایی بتمن: پشت نقاب سرخ در نقش جیسون تاد و بتمن: هالووین طولانی در نقش بتمن حضور داشته‌است. همچنین در نقش soldier boy در مجموعهٔ تلویزیونی the boys حضور یافته‌است.

## اوایل زندگی
جنسن اکلس در ۱ مارس ۱۹۷۸ در دالاس تگزاس متولد شد و دارای تباری انگلیسی، ایرلندی و اسکاتلندی است. او فرزند «دونا جوآن» و «آلن راجر اکلس» است و برادری به نام جاشوآ دارد که سه سال از او بزرگتر است و خواهری به نام مکنزی که هفت سال از او کوچکتر است.
اکلس در ریچاردسون، تگزاس بزرگ شد و در دبیرستان لوید وی. برکنر به تحصیل پرداخت. در ابتدا او قصد داشت در رشتهٔ پزشکی ورزشی در دانشگاه فناوری تگزاس تحصیل کند و فیزیوتراپیست شود ولی پس از فارغ‌التحصیلی در سال ۱۹۹۶، به لس آنجلس نقل‌مکان کرد تا حرفهٔ بازیگری‌اش را آغاز کند.

## زندگی شخصی
اکلس پس از سه سال آشنایی، در نوامبر ۲۰۰۹ با دانیل هاریس، مدل و بازیگر آمریکایی، نامزد کرد. آنها در ۱۵ مه ۲۰۱۰ در دالاس ازدواج کردند.
آنها یک دختر بنام جاستیس جی دارند که در ۳۰ می ۲۰۱۳ متولد شد و در ۳ دسامبر ۲۰۱۶ صاحب دوقلوهایی به نام زیپلین و ارو (یک دختر و یک پسر) شدند. او در ۱۰ ژانویه ۲۰۱۸، کارخانه فمیلی بیزنس که با مالکیت برادر زن و همسر و خودش می‌باشد افتتاح کرد، وی نام کارخانه را که به معنی «شغل خانوادگی» می‌باشد را از روی شعار سریال سوپرنچرال گذاشت.
در سال ۲۰۱۹ جنسن اکلس به عنوان پادشاه Baccuus li در krewe رژه رفت.

## فیلم‌شناسی
| فیلم | فیلم               | فیلم                   | فیلم |
| سال  | فیلم               | نقش                    |      |
| ---- | ------------------ | ---------------------- | ---- |
| ۲۰۰۱ | بلوند              | ادی جی                 |      |
| ۲۰۰۴ | مخمصه کلونانا      | جنسن                   |      |
| ۲۰۰۵ | بلعیدن             | جیک گری                |      |
| ۲۰۰۷ | قهرمان ده اینچی    | پریستلی                |      |
| ۲۰۰۹ | ولنتاین خونین من   | تام هنیگر              |      |
| ۲۰۱۰ | بتمن: زیر شنل قرمز | شنل پوش قرمز/جیسون تاد |      |
| ۲۰۲۱ | راست               | مارشال وود             |      |

| مجموعه‌های تلویزیونی | مجموعه‌های تلویزیونی | مجموعه‌های تلویزیونی             | مجموعه‌های تلویزیونی |
| سال                 | عنوان               | نقش                             | یادداشت |
| ------------------- | ------------------- | ------------------------------- | --- |
| ۱۹۹۶                | استخوان             | مایکل داس                       | ¡ قسمت Viva Wishbone! |
| ۱۹۹۶                | دره شیرین بلند      | برد                             | "فصل سوم" |
| ۱۹۹۷–۱۹۹۶           | آقای رودز           | مالکوم                          | هفت اپیزود |
| ۱۹۹۷                | سی بیل              | دیوید                           | "عروسی" |
| ۱۹۹۷–۲۰۰۰           | روزهای زندگی ما     | اریک بریدی                      | در شانزده اپیزود شخصیت اصلی بود چهاردهمین جایزه نمایش‌های تلویزیونی نامزد — ۲۵مین جایزه امی برای بازیگر جوان در سریال‌های درام(۱۹۹۸) نامزد — ۲۶مین جایزه امی برای بازیگر جوان در سریال‌های درام(۱۹۹۹) نامزد — ۲۷مین جایزه امی برای بازیگر جوان در سریال‌های درام(۲۰۰۰) |
| ۲۰۰۱–۲۰۰۲           | فرشته تاریکی        | الک/ایکس۵–۴۹۴                   | نوزده اپیزود، شخصیت اصلی |
| ۲۰۰۲–۲۰۰۳           | جویبار داوسن        | سی. جی                          | دوازده اپیزود، شخصیت مکمل |
| ۲۰۰۳–۲۰۰۴           | طبیعت بیجان         | مکس مورگان                      | شش اپیزود |
| ۲۰۰۴–۲۰۰۵           | اسمالویل            | جیسن تیگ                        | بیست و دو اپیزود، شخصیت اصلی |
| ۲۰۰۵–۲۰۲۰           | سوپرنچرال           | دین وینچستر میکائیل فرشته‌ی مقرب | سیصد و بیست و هفت اپیزود، شخصیت اصلی نامزد - جایزه منتخب بازیگر جوان |
| ۲۰۲۱–۲۰۲۲           | پسرها               | سولجر بوی                       | هشت اپیزود، شخصیت اصلی |
| ۲۰۲۲                | آسمان بزرگ          | کلانتر آرلن                     | فصل ۳ |
| ۲۰۲۲                | وینچستر ها          | دین وینچستر                     | |

| بازی‌های رایانه‌ای (صدا) | بازی‌های رایانه‌ای (صدا) | بازی‌های رایانه‌ای (صدا) | بازی‌های رایانه‌ای (صدا) |
| سال                    | عنوان                  | نقش                    |                        |
| ---------------------- | ---------------------- | ---------------------- | ---------------------- |
| ۲۰۱۰                   | ترون: تکامل            | گیبسون                 |                        |
| ۲۰۱۱                   | سومین تولد             | کایل مدیگان            |                        |